# Sichuan
Il Sichuan (; 四川S, SìchuānP, lett. "Quattro fiumi") è una provincia della Repubblica Popolare Cinese. La capitale è Chengdu, altre città importanti sono Zigong (nota anche come Tzu-kung), Kangding e Litang.

## Geografia fisica
La provincia ha un'estensione di 485.000 chilometri quadrati e una popolazione di 90 milioni di abitanti, il che ne fa la terza provincia più popolata della Cina. La popolazione è composta di 53 etnie diverse, tra cui le minoranze tibetana e Yi. Confina a nord con la provincia di Gansu, a nord-est con la provincia di Shaanxi, ad est con Chongqing, a sud-est con la provincia di Guizhou, a sud con la provincia di Yunnan, a ovest con la regione autonoma del Tibet e a nord-ovest con la provincia di Qinghai.
Si trova nella parte sud-occidentale della Cina; è attraversata da diversi fiumi, tra cui il più importante è il Fiume Azzurro. Ad est è situata la depressione chiamata conca rossa, molto fertile e con un clima caldo ed inverni miti, ad ovest altopiani freddi e montagne che segnano l'inizio del Tibet. La provincia è anche uno degli habitat naturali del panda gigante.

## Storia
Il Sichuan fu unito all'impero durante la dinastia Qin. Fece parte della Cina unificata del primo imperatore, da cui ottenne l'indipendenza nell'anno 24 d.C., ma dal X secolo è di nuovo parte della Cina. I confini della provincia furono modificati nel 1997, quando la città di Chongqing ottenne il rango di municipalità. Qui nacque il riformatore Deng Xiaoping.

## Economia
L'economia è basata sulla produzione di cereali, bachi da seta e olio. Dispone anche di industrie metallurgiche, elettroniche e farmaceutiche. Nel Sichuan sono situate miniere di ferro ed altri minerali.

## Amministrazione
Mappa della suddivisione amministrativa della provincia del Sichuan
| Mappa | #                                           | Nome               | Hanzi                        | Hanyu Pinyin        | Amministrazione       | Tipo |
| ----- | ------------------------------------------- | ------------------ | ---------------------------- | ------------------- | --------------------- | ---- |
|       |                                             |                    |                              |                     |                       |      |
| 1     | Garzê (Tibetan)                             | 甘孜藏族自治州     | Gānzī Zàngzú Zìzhìzhōu       | Kangding Contea     | Prefettura autonoma   |      |
| 2     | Prefettura autonoma tibetana e Qiang di Aba | 阿坝藏族羌族自治州 | Ābà Zàngzú Qiāngzú Zìzhìzhōu | Barkam Contea       | Prefettura autonoma   |      |
| 3     | Mianyang                                    | 绵阳市             | Miányáng Shì                 | Fucheng Distretto   | Città-prefettura      |      |
| 4     | Guangyuan                                   | 广元市             | Gǔangyúan Shì                | Lizhou Distretto    | Città-prefettura      |      |
| 5     | Nanchong                                    | 南充市             | Nánchōng Shì                 | Shunqing Distretto  | Città-prefettura      |      |
| 6     | Bazhong                                     | 巴中市             | Bāzhōng Shì                  | Bazhou Distretto    | Città-prefettura      |      |
| 7     | Dazhou                                      | 达州市             | Dázhōu Shì                   | Tongchuan Distretto | Città-prefettura      |      |
| 8     | Ya'an                                       | 雅安市             | Yǎ'ān Shì                    | Yucheng Distretto   | Città-prefettura      |      |
| 9     | Chengdu                                     | 成都市             | Chéngdū Shì                  | Qingyang Distretto  | Città sub-provinciale |      |
| 10    | Deyang                                      | 德阳市             | Déyáng Shì                   | Jingyang Distretto  | Città-prefettura      |      |
| 11    | Suining                                     | 遂宁市             | Sùiníng Shì                  | Chuanshan Distretto | Città-prefettura      |      |
| 12    | Guang'an                                    | 广安市             | Guǎng'ān Shì                 | Guang'an Distretto  | Città-prefettura      |      |
| 13    | Meishan                                     | 眉山市             | Méishān Shì                  | Dongpo Distretto    | Città-prefettura      |      |
| 14    | Ziyang                                      | 资阳市             | Zīyáng Shì                   | Yanjiang Distretto  | Città-prefettura      |      |
| 15    | Leshan                                      | 乐山市             | Lèshān Shì                   | Shizhong Distretto  | Città-prefettura      |      |
| 16    | Neijiang                                    | 内江市             | Nèijiāng Shì                 | Shizhong Distretto  | Città-prefettura      |      |
| 17    | Zigong                                      | 自贡市             | Zìgòng Shì                   | Ziliujing Distretto | Città-prefettura      |      |
| 18    | Yibin                                       | 宜宾市             | Yíbīn Shì                    | Cuiping Distretto   | Città-prefettura      |      |
| 19    | Luzhou                                      | 泸州市             | Lúzhōu Shì                   | Jiangyang Distretto | Città-prefettura      |      |
| 20    | Liangshan (Yi)                              | 凉山彝族自治州     | Liángshān Yízú Zìzhìzhōu     | Xichang             | Prefettura autonoma   |      |
| 21    | Panzhihua                                   | 攀枝花市           | Pānzhīhūa Shì                | Dongqu Distretto    | Città-prefettura      |      |

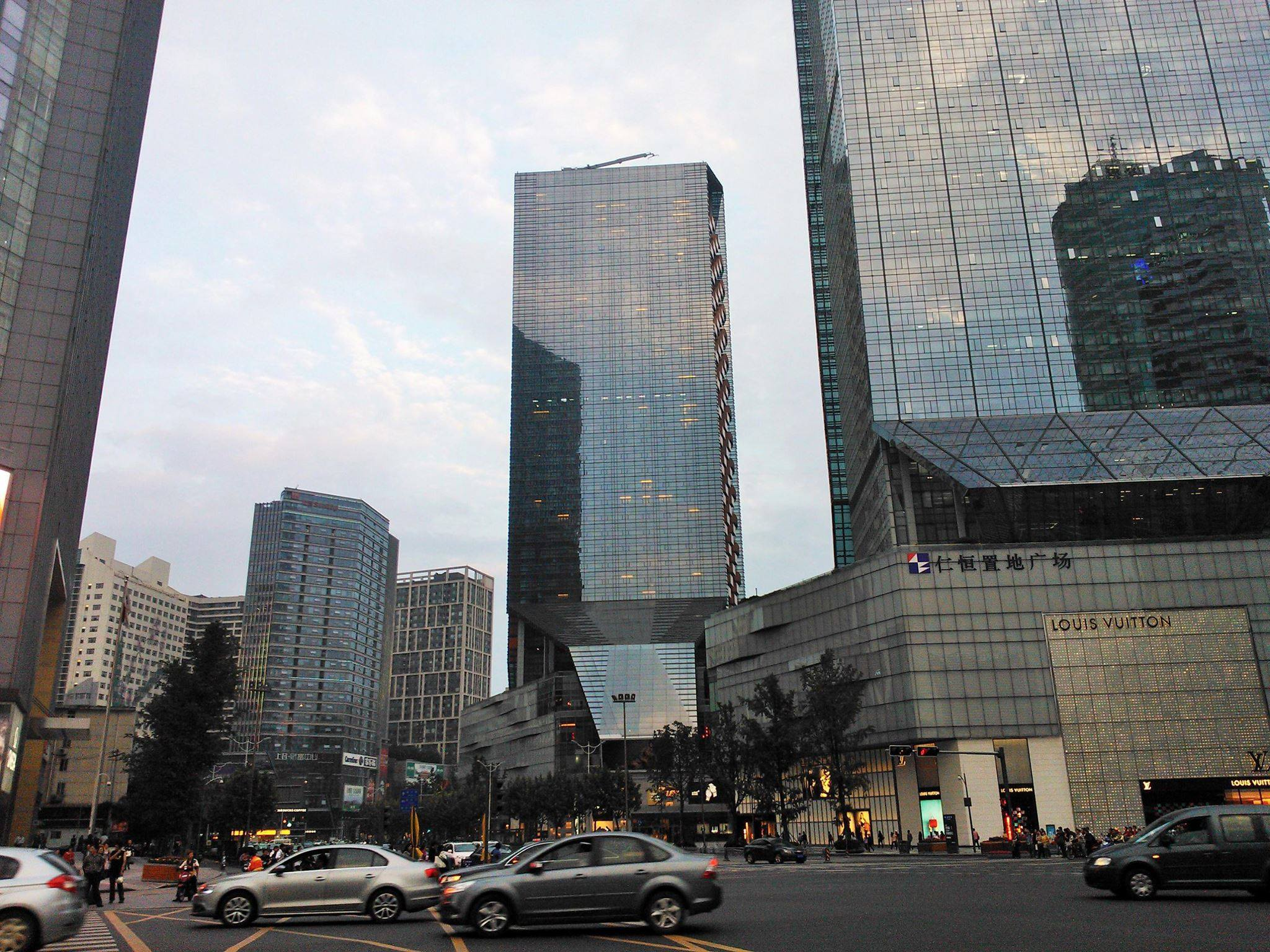
Hongzhaobi, South Renmin Road, Chengdu
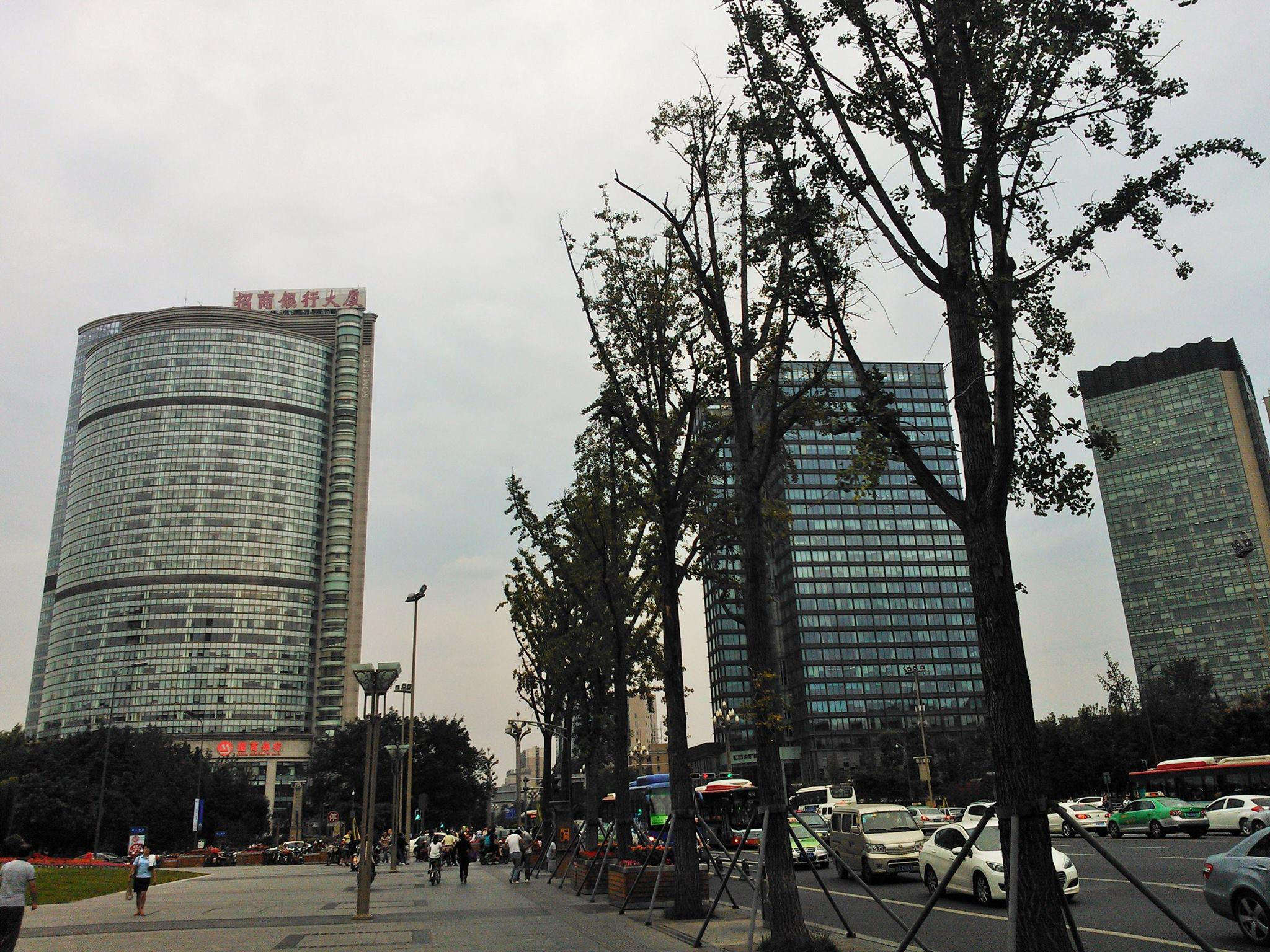
South Renmin Road, Chengdu
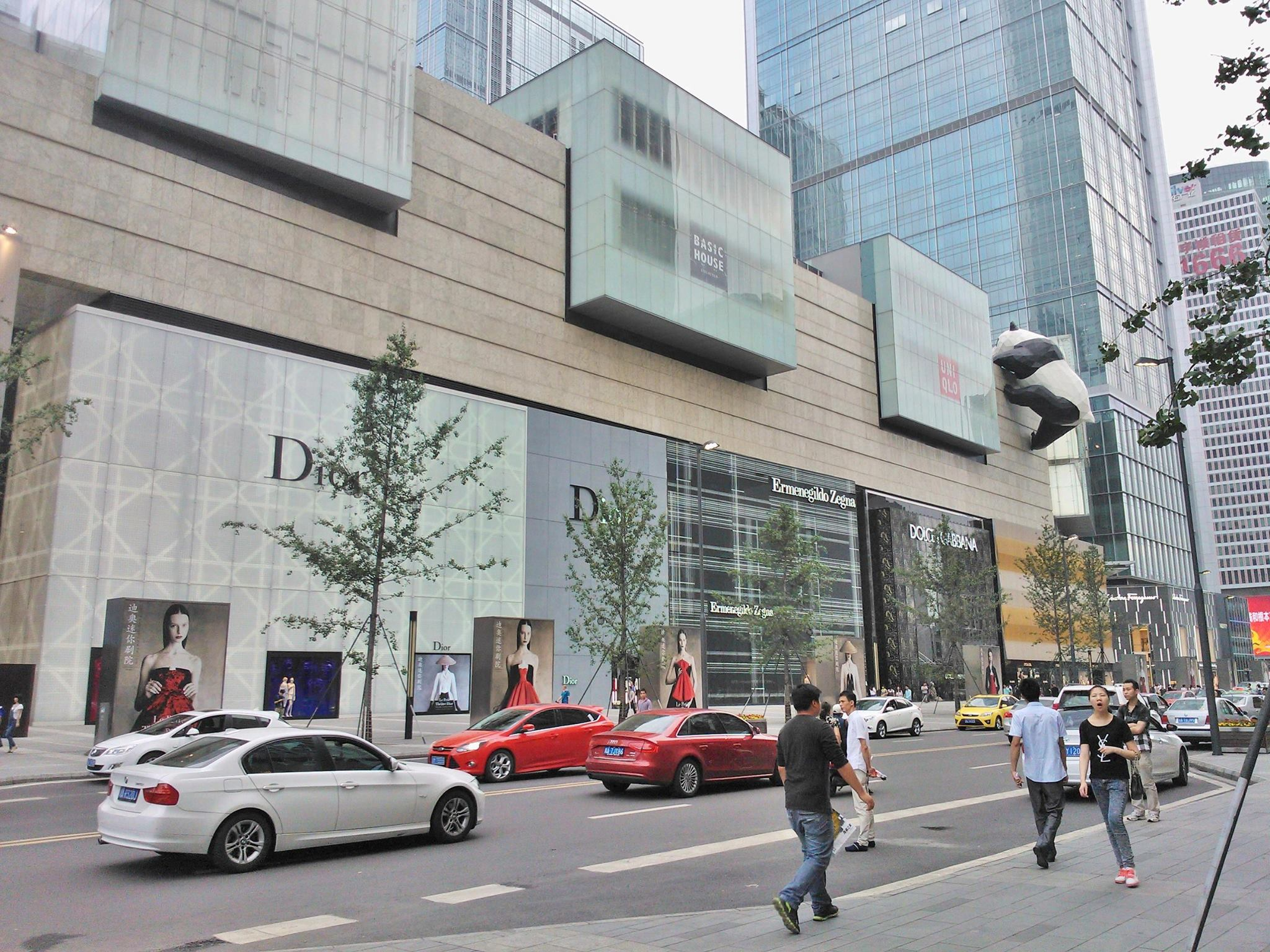
Hongxing Road, Chengdu
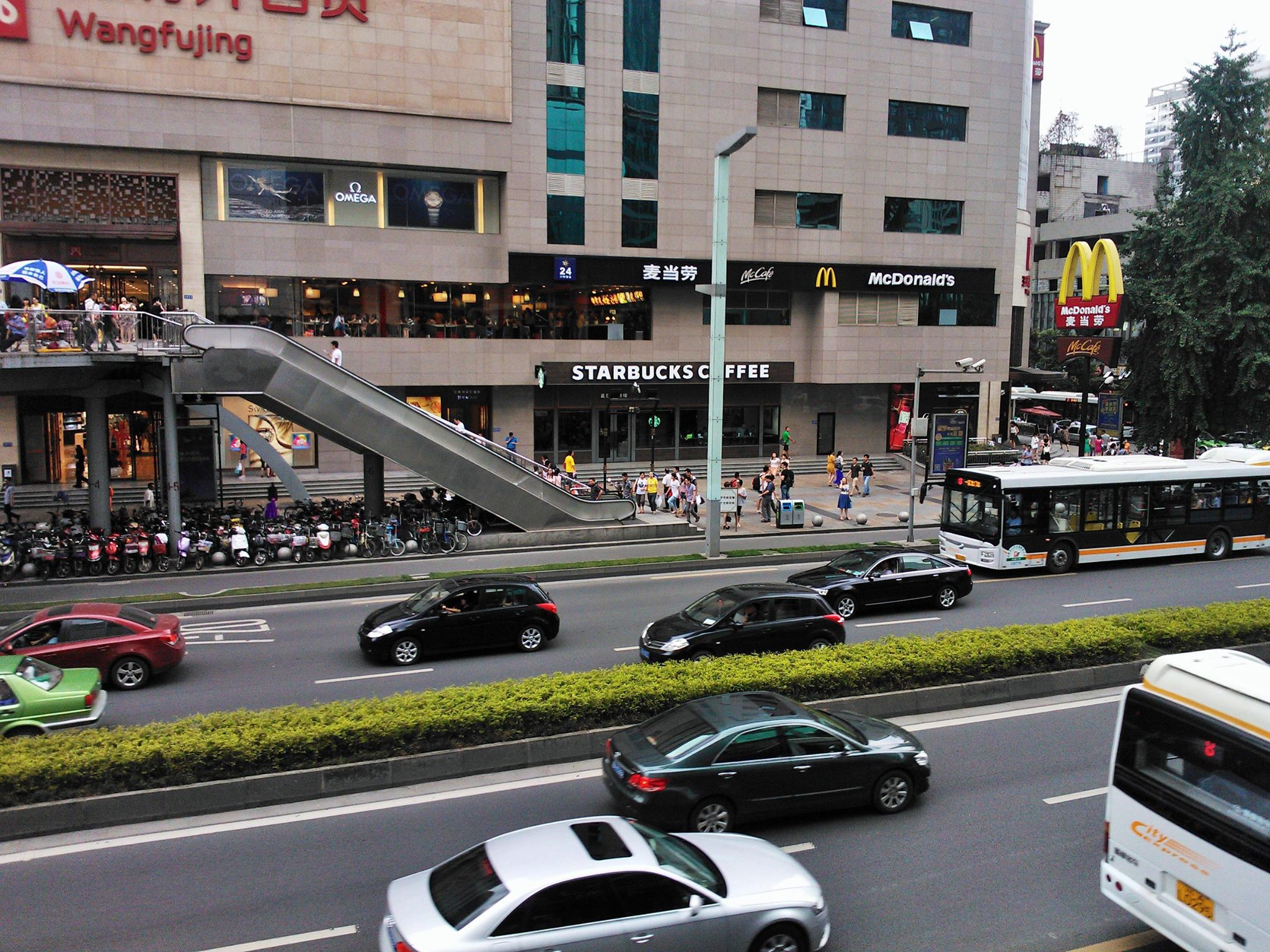
Zongfu Road, Shudu Ave., Chengdu
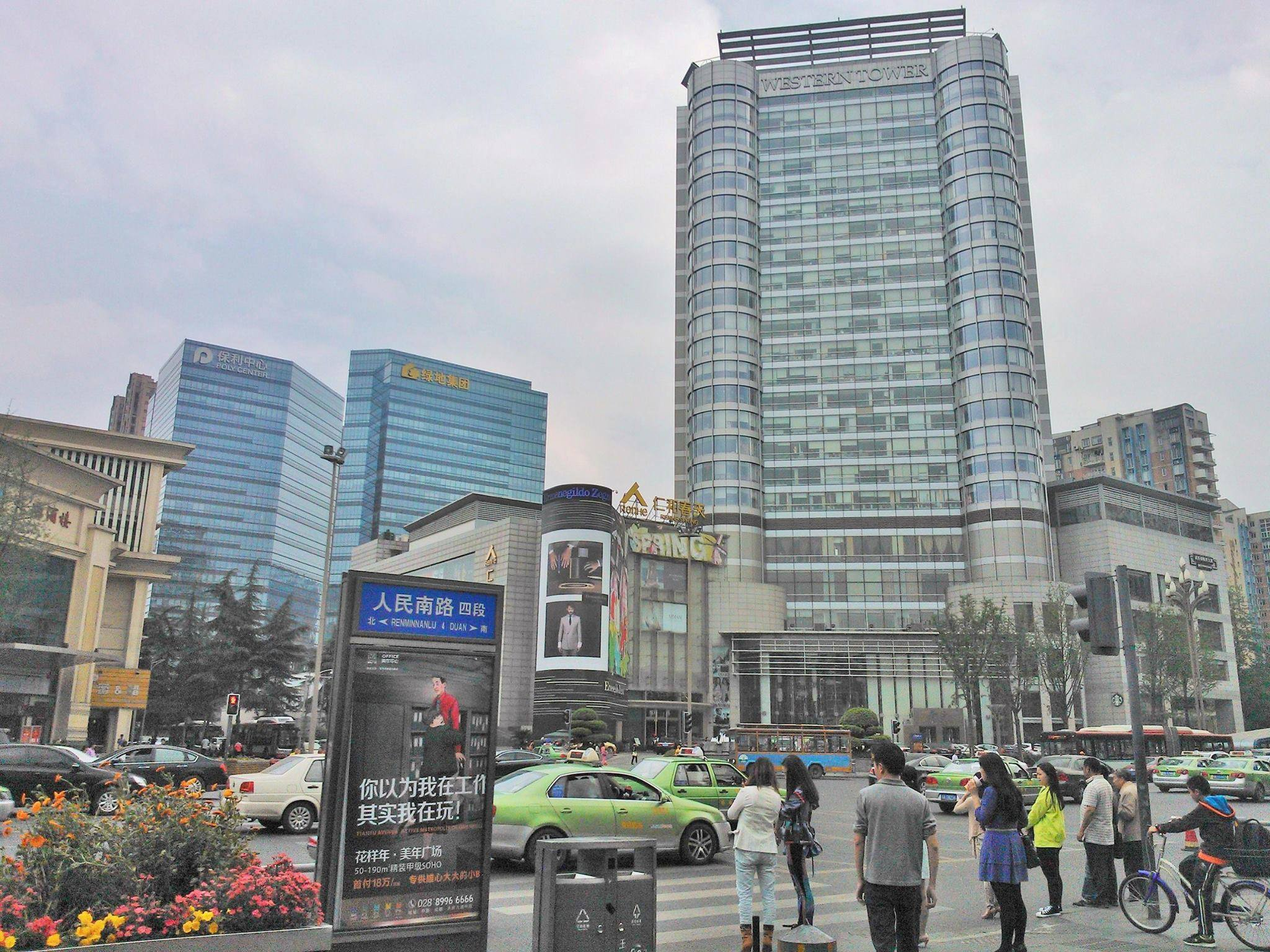
Nijia Qiao, South Renmin Road, Chengdu
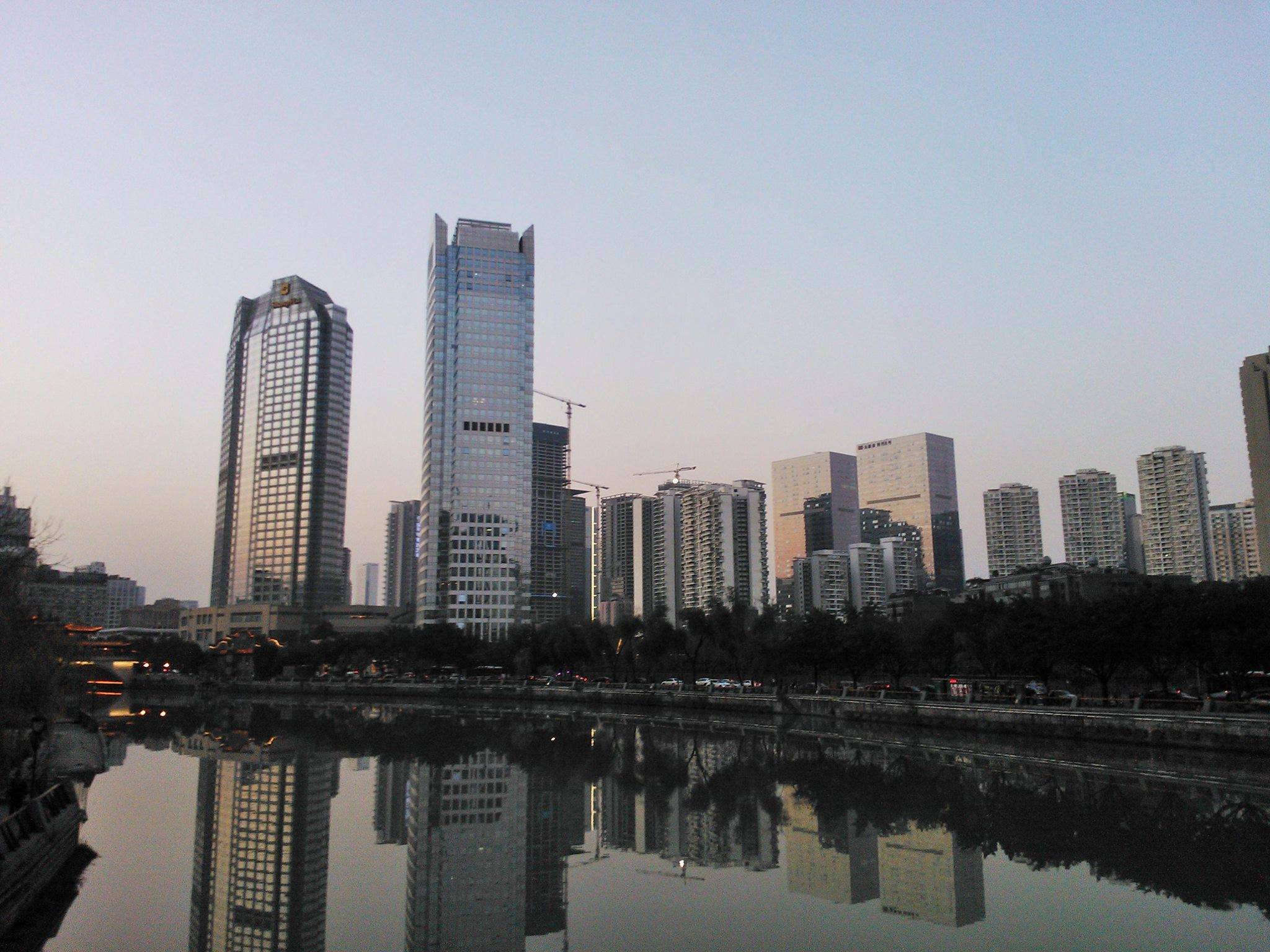
Jin River, Shangri-la Hotel Chengdu

## Educazione
- Università del Sichuan